# 461.
◄ | 4. stoljeće | 5. stoljeće | 6. stoljeće | ►
◄ | 430-ih | 440-ih | 450-ih | 460-ih | 470-ih | 480-ih | 490-ih | ►
◄◄ | ◄ | 458. | 459. | 460. | 461. | 462. | 463. | 464. | ► | ►►
Astronomija • Književnost • Kršćanstvo • Pravo • Promet

## Smrti
- 10. studenog – Lav I., papa (* 400.)

## Vanjske poveznice
|  | Zajednički poslužitelj ima još gradiva o temi 461. |